# Frederik Gottschalck Haxthausen den ældre
Frederik Gottschalck Maximilian (von) Haxthausen (den ældre) (født 4. september 1705 i Maastricht, død 4. januar 1770 på Frederikssten) var en dansk officer.
Han var født i Maastricht 1705, medens hans fader, Arnold Ludvig (von) Haxthausen (død 1730 som oberstløjtnant), tjente ved hjælpetropperne i Holland. 11 år gammel blev han kadet, 1719 fændrik ved fynske nationale Infanteriregiment, hvor faderen da tjente, 1720 sekondløjtnant, 1722 forsat til Prins Christians (hvervede) Regiment, 1726 premierløjtnant, kom 1733 til Fodgarden og blev 1741 kaptajn ved denne. 1747 udnævntes han til chef for Landkadetkompagniet og overfører for Drabantgarden, hvilke poster i lang tid var forenede; samtidig fik han karakter som major, 1749 som oberstløjtnant og 1754 som oberst (anciennitet fra 1750). Ved Kadetkompagniet fik han 1757 indført en «forbedret Indretning», ifølge hvilken der bl.a. holdtes ugentlige forelæsninger for garnisonens officerer og underofficerer, der ønskede at uddanne sig videre. 1760 blev Haxthausen chef for Garnisonsregimentet og ved dettes ophævelse 1764 for 1. oplandske Regiment, 1768 generalmajor og kommandant på Frederikssten, hvor han døde 4. januar 1770.
Gift 18. december 1737 med Juliane Dorothea von Eldern (29. oktober 1719 – 13. juli 1790 i Roskilde), datter af en tidligere kadetchef, oberst Woldemar Ernst von Eldern.